# Несрећнице није те срамота
Несрећнице није те срамота / Зашто куче арлауче је сингл југословенског и српског рок бенда Рибља Чорба, који је снимљен 1987. године.
Сингл је издат  издат 2. фебруара 1987. као поклон купцима албума Ујед за душу. На страни Б се појављује песма Зашто куће арлауче.
На синглу су радили Бора Ђорђевић као вокал, Миша Алексић на бас гитари, Вицко Милатовић на бубњевима, Никола Чутурило и Видоја Божиновић на гитари.

## Листа песама
- Несрећнице није те срамота - 2:42
- Зашто куче арлауче - 3:00